# Cuaespinós de Coiba
El cuaespinós de Coiba (Cranioleuca dissita) és una espècie d'ocell de la família dels furnàrids (Furnariidae) que habita el bosc obert de l'illa de Coiba, a l'oest de Panamà.